# Periquito-santo-do-norte
Periquito-de-bico-escuro, tuim-de-bico-escuro, periquito-santo-do-norte ou tuim-de-bico-escuro-do-norte (nome científico: Forpus modestus) é uma espécie de ave da família dos psitacídeos. É considerada por alguns especialistas como sinônimo de Forpus sclateri.
Pode ser encontrada nos seguintes países: Bolívia, Brasil, Colômbia, Equador, Guiana Francesa, Guiana, Peru e Venezuela.
Os seus habitats naturais são: florestas subtropicais ou tropicais húmidas de baixa altitude e pântanos subtropicais ou tropicais.